# Harpyia variegata
Harpyia variegata är en fjärilsart som beskrevs av Barend J. Lempke 1959. Harpyia variegata ingår i släktet Harpyia och familjen tandspinnare. Inga underarter finns listade i Catalogue of Life.